# Typhochrestus inflatus
Typhochrestus inflatus es una especie de araña araneomorfa del género Typhochrestus, familia Linyphiidae. Fue descrita científicamente por Thaler en 1980.
Se distribuye por Suiza, Austria, Italia, Cáucaso y Asia Central. El cuerpo de esta especie mide aproximadamente 1,4 milímetros de longitud. Se ha encontrado a una altitud de 600-1300 metros.